# Kondensationsniveau

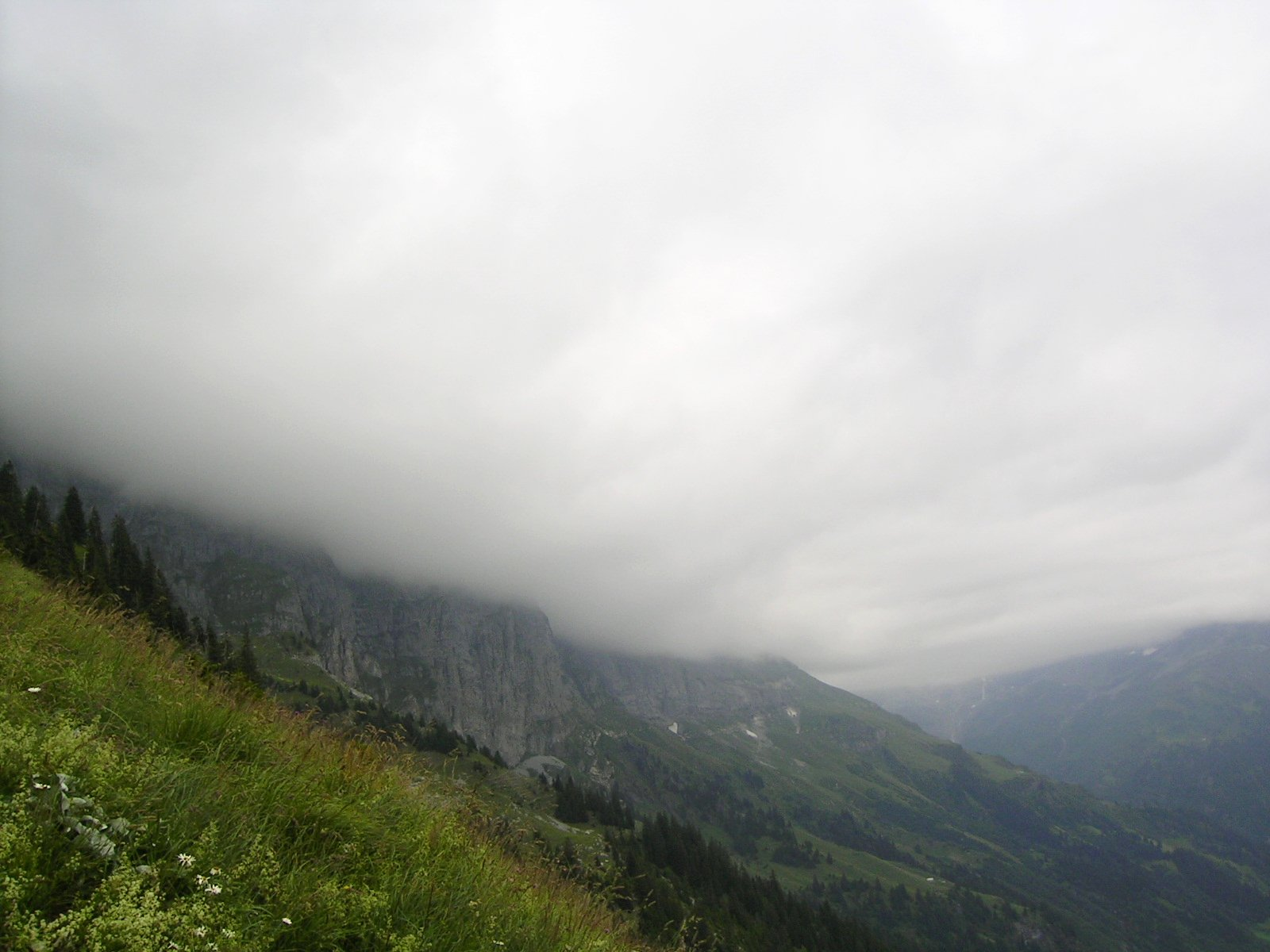
Untergrenze von Sc-Wolken

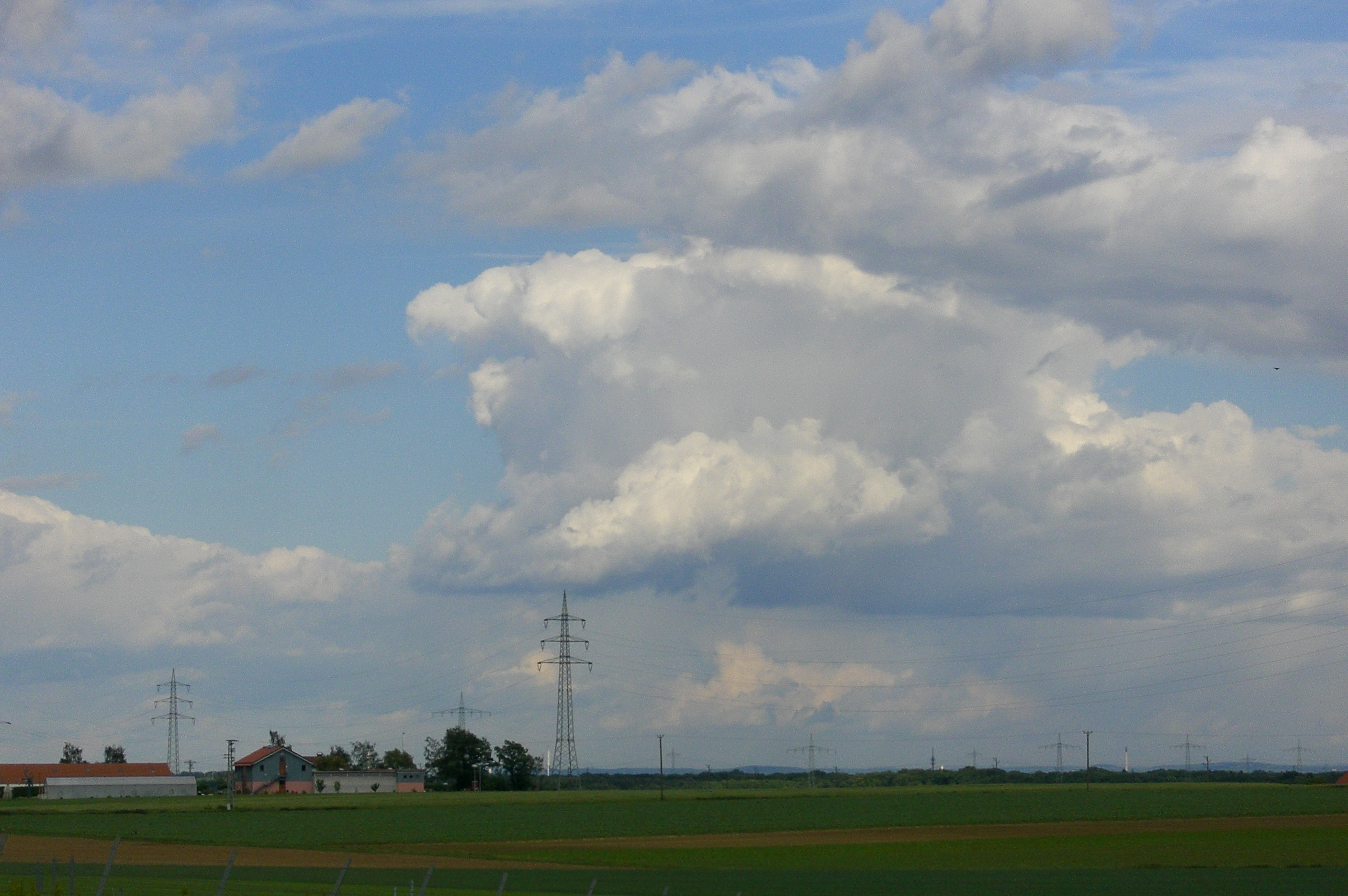
Quellwolken an einem Sommertag über Kandel/Rheinland-Pfalz

Das Kondensationsniveau oder die Wolkenkondensationszone bezeichnet in der Meteorologie die Höhe, in der die Lufttemperatur dem Taupunkt entspricht. Somit ist die Luft vollständig mit Wasserdampf gesättigt. Gleichbedeutend hierzu ist eine relative Luftfeuchtigkeit von 100 Prozent. Die Höhe des Kondensationsniveaus hängt neben dem vertikalen Temperaturverlauf entscheidend vom Feuchtigkeitsgehalt des aufsteigenden Luftpaketes ab. In der Meteorologie unterscheidet man üblicherweise zwischen zwei Kondensationsniveaus, dem Hebungskondensationsniveau und dem Konvektionskondensationsniveau.
In der Erdatmosphäre stellt ein Kondensationsniveau die Höhe dar, in der Wolken entstehen, da der Wasserdampf bei weiter zunehmender Höhe und damit abnehmender Temperatur (in der Standardatmosphäre unter Standardbedingungen) anfängt zu kondensieren. Dieser Bereich wird daher auch als Wolkenuntergrenze oder Wolkenbasis bezeichnet, wobei diese Begriffe allerdings nicht vollständig synonym zum Kondensationsniveau sind. Die Wolkenuntergrenze kann sich je nach Art der Wolke unterscheiden, weist dabei jedoch insbesondere bei durch Hebung entstandenen Wolken vom Typ Cumulus eine Übereinstimmung mit dem Kondensationsniveau auf. Messtechnisch erfassen lässt sich die Wolkenhöhe beispielsweise über einen Laser-Wolkenhöhenmesser (Ceilographen) oder nachts mit Hilfe des Wolkenscheinwerfers und eines Sextanten.
In den weltweit stündlich durchgeführten synoptischen Wetterbeobachtungen werden die Untergrenzen der Wolken von den erfahrenen Wetterbeobachtern auch geschätzt.
In der Luftfahrt wird der Begriff Hauptwolkenuntergrenze (englisch ceiling) genutzt. Eine Hauptwolkenuntergrenze wird erst dann als „ceiling“ bezeichnet, wenn der Gesamtbedeckungsgrad mindestens 5/8 beträgt. Die sichtbare Untergrenze einer einzelnen Wolke hingegen bezeichnet man als Cloud Base.
Um sich im Bereich der Wolkenbildung auszukennen, ist es also unumgänglich, sich auch mit den verschiedenen Arten der Kondensationsniveaus zu beschäftigen. In der Meteorologie betritt man hier den Fachbereich der Aerologie. Ein Kondensationsniveau bezeichnet, wie oben bereits grob erklärt, die Höhe oder die Schicht, in der ein aufsteigendes Luftpaket mit Wasserdampf gesättigt ist und bei einem weiteren Aufstieg kondensiert, bzw. in höheren Schichten resublimiert (gefriert, Eiswolken wie zum Beispiel Cirrus entstehen).
Es ist heutzutage durchaus möglich, diese Prozesse und Vorgänge rechnerisch zu bestimmen, vielfach ist es aber auch über die graphischen Methoden sehr gut möglich, gezielte Aussagen für ein bestimmtes Gebiet zu treffen. Für die graphische Ermittlung z. B. der Quellwolkenunter- und Obergrenzen und der Unter- und Obergrenzen von Schichtbewölkung nutzt man daher die aus Radiosondenaufstiegen gewonnenen Daten, welche in einem einfach logarithmischen Temperatur-Druck-Diagramm entschlüsselt werden und somit eine TEMP-Graphik bilden. Der TEMP-Schlüssel stellt hier ein Datentelegramm der Radiosonde dar, welches in Fünferzahlengruppen jeweils Temperatur und Taupunkt, sowie Druckhöhe und Windrichtung/Geschwindigkeit der Höhenwinde beinhaltet.
Die Radiosonden werden viermal täglich gestartet, nämlich immer um 00Z, 06Z, 12Z und 18Z. Durch die Daten der Radiosonden steht den Meteorologen eine Vertikalsondierung der Erdatmosphäre für ein bestimmtes Gebiet zur Verfügung.

## Das Hebungskondensationsniveau
Das Hebungskondensationsniveau (HKN, engl. lifting condensation level, LCL) stellt die Höhe oder Fläche dar, bei der durch erzwungene Hebung, meistens durch orographische Effekte (Überströmen eines Berges/Gebirges) oder durch Hebungs- und Aufgleitvorgänge an einer Front, erst Sättigung eintritt und im weiteren Verlauf Übersättigung mit Schichtwolkenbildung auftritt.
Auch in Bereichen, in denen Windscherung auftritt, kann es zu solch einer Hebung kommen, mit demselben Effekt.
Das noch ungesättigte Luftpaket steigt durch die oben genannten Effekte erzwungenermaßen auf, bis zu dem Punkt, an dem Kondensation eintritt. Bis es diesen Punkt erreicht hat, kühlt sich das Paket trockenadiabatisch immer weiter ab, wobei sein Mischungsverhältnis noch gleich bleibt, bis eben Sättigung erreicht ist. Wird das Paket nun noch weiter angehoben, über den Punkt der Wasserdampfsättigung hinaus, so kommt es durch weitere Abkühlung zur Kondensation und somit zur Wolkenentstehung. Je nachdem, wie hoch dieses HKN liegt, unterscheidet man zwischen Kondensation und Sublimation.
Ist das Paket an einem bestimmten Punkt kondensiert, so bleibt es nicht etwa stehen (die Hebungsursachen bestehen weiterhin), sondern es steigt weiter auf. Allerdings findet der Aufstieg nun nicht mehr trockenadiabatisch wie am Anfang vom Boden aus statt, sondern, aufgrund der vorausgegangenen Kondensation, feuchtadiabatisch.

## Graphische Bestimmung im Temperatur-Druck-Diagramm
Im Temperatur-Druck-Diagramm mit logarithmierter Druckachse bildet das HKN den Schnittpunkt von Temperatur {\displaystyle T} und Taupunkt {\displaystyle T_{\mathrm {D} }}, wenn man von {\displaystyle T} mit der Trockenadiabate nach oben wandert und von {\displaystyle T_{\mathrm {D} }} aus mit der Linie des Sättigungsmischungsverhältnisses ({\displaystyle R_{\mathrm {w} }}).
Das HKN wird immer vom Ausgangsniveau aus gebildet, also immer von der Höhe Null, welche der Platzhöhe entspricht, an der die Radiosonde gestartet wurde.
Man hat nun also ein HKN ermittelt und weiß Bescheid, ab welcher Höhe es zur Bildung von Quell- oder Schichtbewölkung kommen kann.
Hierbei gilt es allerdings noch etwas sehr wichtiges zu berücksichtigen: In den Frühstunden findet man im bodennahen Bereich sehr hohe Feuchtewerte, diese nehmen zu den Nachmittagsstunden hin kontinuierlich ab.
Durch diese beiden Ursachen bedingt wird ein am Morgen mit dem 00UTC oder 06UTC TEMP ermitteltes HKN im Tagesverlauf wohl deutlich zu tief liegen, bedingt eben durch die hohe bodennahe Feuchtigkeit.
Um diese Fehlerquelle zu beseitigen, besteht die Möglichkeit, das HKN1 zu ermitteln, welches den Schnittpunkt der {\displaystyle T}- und {\displaystyle T_{\mathrm {D} }}-Kurve ({\displaystyle T} entlang der Trockenadiabate, {\displaystyle T_{\mathrm {D} }} entlang der Sättigungsmischungsverhältnis-Linie) der unteren 30 hPa bildet.
Man mittelt also einen Bereich vom Ausgangsniveau bis 30 hPa in die Höhe und schließt somit einen Teil der in Bodennähe enthaltenen Luftfeuchte aus.
Es besteht aber auch die Möglichkeit, ein HKN für eine beliebige Höhe zu ermitteln, um z. B. voraussagen zu können, ob es in dieser Höhe Kondensation und Wolkenbildung geben kann. Dieses HKN wird dann als HKN2 bezeichnet.
Will man z. B. für das Niveau (die Druckfläche) 500 hPa wissen, ob Wolkenbildung möglich ist, so ist der Schnittpunkt der Trockenadiabate mit der Linie gleichen Sättigungsmischungsverhältnisses der 500-hPa-Fläche als HKN2 zu bezeichnen.

### Konvektionskondensationsniveau
Konvektionskondensationsniveau (KKN od. Cumulus Kondensationsniveau) bezeichnet die Höhe oder das Niveau, in der ein aufsteigendes Luftpaket erst mit Wasserdampf gesättigt ist und bei weiterem Aufsteigen kondensiert. Einen wichtigen Unterschied zum HKN gilt es zu beachten:
Beim KKN wird nicht von einer erzwungenen Hebung wie beim HKN ausgegangen, sondern hier handelt es sich um Hebung durch thermische Einflüsse auf den Untergrund, die Thermik. Es entsteht also eine durch thermische Einflüsse bedingte Wolke. Die aufsteigende Luft kondensiert in Höhe des KKN, und es wird, wie in einer Art Schlauch, immer mehr „frische“ Luft von unten nachgeführt, welche die Quellwolke in ihrer vertikalen Mächtigkeit wachsen lässt. In der Segelfliegerei nennt man diesen „Aufwindschlot“ auch „Thermikschlauch“.
Bei passender Temperaturschichtung (Gradient größer als Feuchtadiabate) und ohne störende Einflüsse auf die Wolkenbildung, wie z. B. Windscherung im Anfangsstadium oder entrainment (Austrocknen der entstehenden Wolke, Cu fractus) würde der Cumulus immer weiter nach oben wachsen, bis er zur Gewitterwolke (Cumulonimbus, Cb) wird und sich, mit Ausprägung und Ausbreitung einer Abwindzone, in der kalte Luft nach unten fließt und somit den Aufwindbereich, den die Wolke zum Wachsen und Leben braucht, wieder selbst zerstört.
Der Boden wird im Verlauf des Tages (geht man von einem durchschnittlichen Sommertag aus) immer weiter erhitzt, bis zu einem Punkt, an dem die bodennahe Luftschicht so weit aufgeheizt ist, dass sich einzelne „Luftpakete“ (Thermikblasen) lösen und nach oben steigen.
Diesen Punkt bezeichnet man auch als Auslösetemperatur {\displaystyle T_{\mathrm {A} }}. Besonders für die Gleitschirm- und Segelflieger ist dies eine sehr wichtige Größe, deren Bestimmung die gesamte Tagesplanung beeinflussen kann.

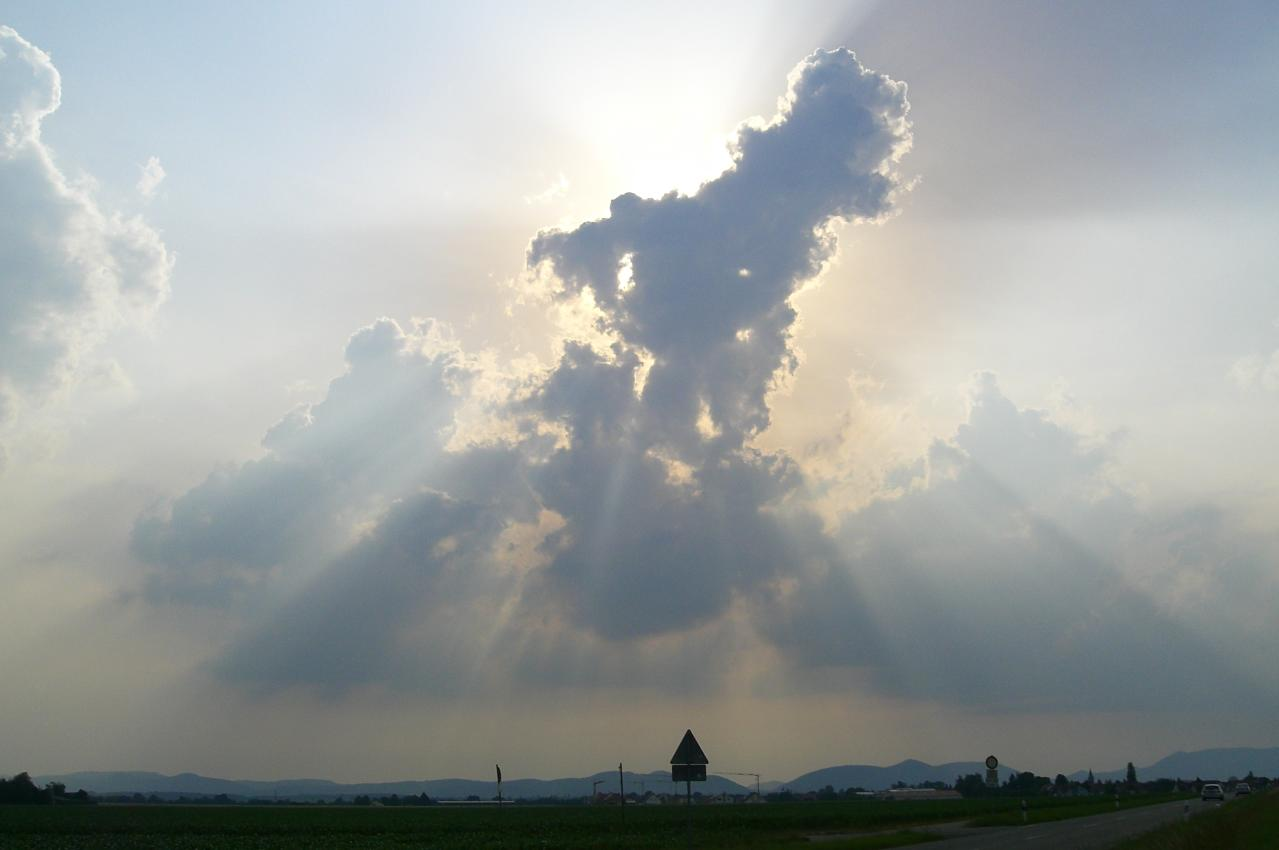
Durch Thermik gewachsene Quellwolke über den Feldern der Südpfalz, aufgenommen zwischen Kandel und Steinweiler

Die Thermikblase steigt zunächst trockenadiabatisch unter Beibehaltung ihres Sättigungsmischungsverhältnisses nach oben.
Irgendwann erreicht sie Wasserdampfsättigung und bei weiterem Aufstieg kondensiert sie. Eine Quellwolke (Cumulus humilis, Cumulus mediocris) entsteht.
Graphisch lässt sich das KKN genau wie das HKN sehr einfach bestimmen: Man nehme den Schnittpunkt der Linie gleichen Sättigungsmischungsverhältnisses mit der Temperaturzustandskurve des TEMPS und schon hat man das KKN gebildet.
Ausgegangen wird wieder von der Höhe 0, welche dem Ausgangsniveau des Ballonaufstieges entspricht.
Jedoch spielt auch bei einer morgendlichen graphischen Ermittlung des KKN wieder die bodennahe Luftfeuchte eine sehr große, verfälschende Rolle.
Diesem Fehler kann man wie auch bei den anderen graphischen Auswertungen durch Mittelung der unteren 30 hPa entgehen.
Der Punkt, an dem sich das von 30 hPa gemittelte Sättigungsmischungsverhältnis mit der Temperaturzustandskurve schneidet, wird dann als KKN1 bezeichnet.
Hat man das KKN ermittelt, lässt sich auch ohne weiteres die für Meteorologen sehr interessante Auslösetemperatur {\displaystyle T_{\mathrm {A} }} ermitteln.
In der Graphik geht man dazu einfach vom ermittelten KKN trockenadiabatisch zurück auf das Ausgangsniveau und liest an dem Punkt, an dem man ankommt, die Temperatur ab.
Diese stellt dann die {\displaystyle T_{\mathrm {A} }} dar.
Um die verfälschende hohe Luftfeuchte zu umgehen, besteht die Möglichkeit, durch trockenadiabatisches Herunterfahren zum Ausgangsniveau vom KKN1 aus die {\displaystyle T_{\mathrm {A1} }} zu ermitteln; diese dürfte, durch Ausschluss der Feuchte und durch das höher als das KKN liegende KKN1, auch eine etwas höhere Auslösetemperatur ergeben.
Will man im Sommer bei Strahlungswetter das KKN ermitteln, kann es sein, dass auch das KKN1 noch zu niedrig liegt und somit auch noch die {\displaystyle T_{\mathrm {A1} }}. Dies liegt an der an sonnigen Strahlungstagen im Tagesverlauf steigenden Differenz zwischen Temperatur und Taupunkt, genannt Spread, oder auch Taupunktdifferenz.
Diesem Zustand kann man entgegentreten, indem man ein KKN2 bildet.
Hierzu mittelt man den gesamten Bereich zwischen Ausgangsniveau und KKN1. Dabei erhält man ein gemitteltes Sättigungsmischungsverhältnis des bodennahen Bereiches.
Geht man nun von diesem mittleren Sättigungsmischungsverhältnis entlang bis zum Schnittpunkt mit der Temperaturzustandskurve, so hat man das KKN2 gebildet.
Von diesem ausgehend ist es nun auch möglich, die {\displaystyle T_{\mathrm {A2} }} zu bilden, welche Strahlungseinflüsse im Tagesverlauf und die hohen Feuchtewerte in den Morgenstunden als Fehlerquellen ausschließt.
Das KKN kann auch annähernd mit einer Faustformel nach Fritz Henning bestimmt werden, welche den aktuellen Spread mit einbezieht:
- Spread · 400 = Wolkenuntergrenze in Fuß
- Spread · 125 = Wolkenuntergrenze in m

### Beispiel
Die Temperatur beträgt 30 °C und der Taupunkt beträgt 10 °C. Es ergibt sich ein Spread von 20 °C, denn der Spread ist die Differenz zwischen Temperatur und Taupunkt.
Multipliziert man den Spread von 20 °C mit 400, so kommt man auf eine errechnete Quellwolkenuntergrenze von 8000 ft, oder, multipliziert mit 125, eine Untergrenze von 2500 m.
Diese Formel findet im Alltag besonders an Sommertagen in der Wetterbeobachtung Anwendung, denn die Quellwolken werden oft etwas zu tief geschätzt. So hat der Beobachter neben der Betrachtung der TEMP-Aufstiege einen Anhaltspunkt für die Wolkenuntergrenzen.
Die Formel sollte aber nur zur Bestimmung der Untergrenzen von konvektiver Bewölkung benutzt werden, da sie sich die Eigenheiten des KKN zunutze macht. Andere Wolkenbildungsprozesse, die z. B. für die Entstehung einer Stratus- oder Stratocumulusschicht verantwortlich sind (Aufgleitprozesse an einer Warmfront), werden hierbei nicht berücksichtigt.
Vergleicht man HKN und KKN, so lässt sich die Aussage treffen, dass das HKN meist niedriger als das KKN liegt.
Ist die Atmosphäre aber zum Zeitpunkt der graphischen Ermittlung und des Ballonaufstieges bis zum HKN trockenadiabatisch geschichtet, können KKN und HKN auf einer Höhe liegen.

### Niveau der freien Konvektion
Das Niveau der freien Konvektion (NFK) stellt diejenige Druckfläche dar, ab der ein Luftpaket, das vorher erzwungen (oder dynamisch) unter Aufwand von Energie angehoben wurde (z. B. durch Aufgleiten an einem Gebirge oder an einer Front), nun von allein (durch Freiwerden der Kondensationsenthalpie bei der Kondensation von Wasserdampf) weiter nach oben steigt, also ohne notwendige Zufuhr externer Energien (äußere Erzwingung). Da das Luftpaket oberhalb des NFK's nachhaltig wärmer als die Umgebungsluft – und somit leichter – ist, setzt sich der Auftrieb auch ohne externe erzwingende Hebung fort. Oberhalb des NFK bricht der thermisch bedingte, durch das Freiwerden latenter Energien verstärkte Auftrieb erst zusammen, wenn die thermodynamischen Zustände des Luftpakets (Temperatur, Wassergehalt, Druck, Dichte) sich denen der Umgebung angeglichen haben. Dies geschieht am Niveau des neutralen Auftriebs (level of neutral buoyancy (LNB), auch equilibrium level genannt). Das Luftpaket kommt aber erst in größeren Höhen zum (relativen) Stillstand (Ausgleichszustand), bedingt durch die Massenträgheit. Bei diesem Überschiessen erfährt das Luftpaket einen negativen Auftrieb und wird so im theoretischen Modell wieder auf das Niveau des neutralen Auftriebes zurückgeführt. Die Grenzflächen der Wolkenoberflächen haben oft fraktale Struktur. Befindet sich der Gleichgewichtszustand in Tropopausenniveau, fließt die gesättigte Luft sichtbar ambossförmig seitlich aus.
Hier noch einige Anhaltswerte für Wettererscheinungen anhand der Wolkenobergrenzentemperaturen (WO in °C) und der Mächtigkeit der Quellwolken ab der Nullgradgrenze (WD):
| Temperaturbereich | Nullgradgrenze     |                                                                 |
| ----------------- | ------------------ | --------------------------------------------------------------- |
| −10 bis −15 °C    | WD 5000–7000 ft    | Cu med, con, leichte Regenschauer, leichte Schneeschauer        |
| −15 bis −20 °C    | WD 7000–9000 ft    | Cu con, mäßige Regenschauer/Schneeschauer, starke Schneeschauer |
| −20 bis −25 °C    | WD 9000–12000 ft   | Cu con, Cb cal, starke Regenschauer, starke Schneeschauer       |
| −25 bis −35 °C    | WD 12000–17000 ft  | Cb cal, Cb cap, starke Regenschauer, leichte Hagelgewitter.     |
| −35 bis −45 °C    | WD 17000–22000 ft  | Cb cap, starke Regenschauer, mäßige Hagel/Graupelgewitter.      |
| −45 bis −55 °C    | WD 22000–27000 ft  | Cb cap, inc, starke Gewitter, Hagelschauer.                     |
| Unter −55 °C      | WD größer 27000 ft | Cb cap, inc, Unwetterkriterien werden erfüllt.                  |

Cu (Cumulus) und Cb (Cumulonimbus) sind die gebräuchlichen Abkürzungen für diese Wolkenarten. „cal“, „inc“ und „cap“ bezeichnen die Unterarten, wobei „cal“ für calvus steht, was die Form der Gewitterwolke als glatt, einförmig beschreibt. „cap“ steht für capillatus und beschreibt ein faserige Struktur der Wolkenobergrenze, welche durch Vereisung entsteht. „inc“ bedeutet incus, die Gewitterwolke ähnelt einem Amboss, das Bild einer typischen Gewitterwolke mit stark vereistem Oberteil ist gegeben.

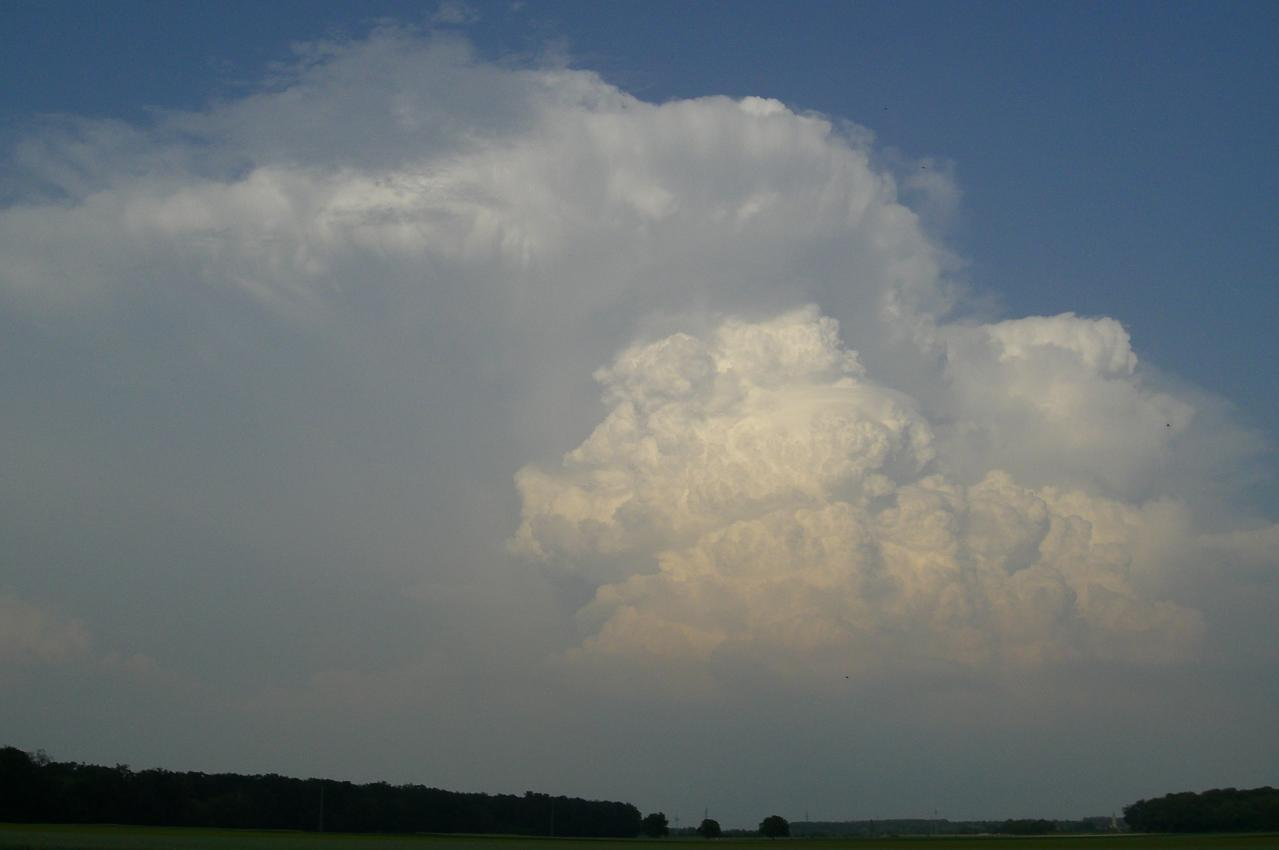
Gewitterwolke / Cb cap, inc über den Feldern der Südpfalz

Diese Tabelle ist besonders bei der Interpretation von Satellitenbildern recht hilfreich.
Auch bei der Auswertung der TEMPS ist die Tabelle zur annähernden Bestimmung der zu erwartenden Wettererscheinungen gut geeignet.
Die Anleitungen zur graphischen Ermittlung der Niveaus gelten hier speziell für das Temperatur-Druck-Diagramm (einfach logarithmisches Papier, bei der die logarithmierte Achse als Druckachse genutzt wird), nicht für das Stueve- oder sonstige Diagramme.
Aus den aerologischen Daten der Radiosonden werden im Alltag der Wettervorhersage sehr viele wichtige Daten herausgeholt. Vieles wird dabei schon per Computer berechnet, dennoch ist wichtig, die Zusammenhänge zwischen Kondensationsniveau und Wolkenentstehung zu begreifen.
Auch lassen sich verschiedene Berechnungen oder Abschätzungen mit Hilfe der Diagrammpapiere recht unkompliziert und schnell ausführen.

## Nullgradgrenze in der Schweiz
Infolge der globalen Erwärmung ist die Nullgradgrenze in der Schweiz seit 1970 deutlich angestiegen. Am 20. Juli 1995 überstieg sie bei der Radiosondierung über Payerne erstmals seit Messbeginn 1954 den Wert von 5000 Meter über Meer (m ü. M.). Diese Werte werden jeweils zwei Mal täglich mit Wetterballons in der freien Atmosphäre gemessen und geben an, bei welcher Höhe die Temperatur 0 Grad Celsius (°C) unterschreitet. In der Nacht zum 21. August 2023 wurde mit 5298 m ü. M. ein neuer Höhenrekord verzeichnet, womit der bisherige Rekord von 5184 m ü. M. vom 25. Juli 2022 gebrochen wurde. In der Nacht zum 4. September 2023 wurde mit 5253 m ü. M. die zweithöchste je in der Schweiz gemessene Nullgradgrenze verzeichnet. An den zwei darauffolgenden Tagen (5. und 6. September) fielen die Werte nicht mehr unter den Wert von 5000 m ü. M. Bei den Messungen am 10. August 2024 lagen die Werte erneut bei über 5000 m ü. M. Am 1. November 2024 erreichte die Nullgradgrenze mit 4284 m ü. M. einen neuen November-Höchstwert. Am 28. Juni 2025 lag die Nullgradgrenze in der Schweiz bei 5124,6 m ü. M, womit die 5000 m ü. M.-Grenze erstmals seit Messbeginn bereits im Juni überschritten wurde, insgesamt die fünfthöchste je in der Schweiz gemessene Nullgradgrenze.